# エズリ・ダックス
エズリ・ダックス(Ezri Dax)は、SFテレビドラマ『スタートレック:ディープ・スペース・ナイン』に登場する人物の一人で、共生結合体生物ダックスの9番目の「ホスト」（演：ニコール・デ・ボア、日本語版での声：石塚理恵）。初登場はシーズン7エピソード151の「砂漠からの呼び声」。

## 概要
前ホストであったジャッジアが戦死したことをうけ、次のダックスのホストとして選ばれたトリル人女性。旧姓・ティーガン(Tigan)。
U.S.S.デスティニーで次のホストへの移植のためトリル星に輸送中だったダックスの容態が急変したため、偶然乗り合わせていた唯一のトリル人であるエズリに急遽移植された。通常合体するトリル人が受ける訓練を受けていないことはおろか合体審査も受けておらず、合体後は苦労することになる。
シスコの要請でカウンセラーとしてディープ・スペース・ナインに赴任する。先代のジャッジアがポジティブな性格でいたずら好き、男顔負けの体術を持つエリート科学士官だったのに対し、エズリはネガティブ、物事を客観的に見がちで体術も苦手、カウンセラーとしての技術も半人前とかなり性格は異なるが、ジャッジアの記憶に翻弄されることが多かった。そのため、ジャッジアの夫であったウォーフと微妙な関係が続いていたが、後に友人となり、ジャッジアの時は友人だったジュリアン・ベシアと交際するようになる。
家族は連邦領域内の惑星で鉱山を経営している。母親は独善的な性格で、エズリはそれを嫌い家を飛び出し宇宙艦隊に入隊したという過去がある。ある事件がきっかけで弟は現在連邦刑務所に服役中。
平行世界のエズリは賞金稼ぎ。同性愛者でキラ・ネリスの愛人だったが、相棒のフェレンギ人ブラントを殺されたため、離反する。

## 経歴
- U.S.S.ディファイアント　副長（大尉）
- ディープ・スペース・ナイン　カウンセラー（中尉、後に大尉に昇進）
- U.S.S.デスティニー　カウンセラー補（少尉）
- 2374年、宇宙艦隊アカデミー卒業

## 家族
- ヤーナス・ティーガン（母）- サッポラ星系で星域で5番目に大きなペルジウム鉱山を所有する経営者。エズリによれば、フェレンギ人の新鉱山発見により6番目に落ちたとき、母の様子は心臓発作の一歩手前のようだった。
- ジャネル・ティーガン（兄）
- ノーヴォ・ティーガン（弟）